# WKAQ-TV
WKAQ-TV (mais conhecida como Telemundo ou Telemundo Puerto Rico) é uma emissora de televisão porto-riquenha sediada em San Juan, capital do território de Porto Rico. Opera no canal 2 (28 UHF digital) e é uma emissora própria da Telemundo. Pertence a Telemundo Station Group, subsidiária da NBCUniversal. Os estúdios da WKAQ-TV estão localizados na Avenida Eleanor Roosevelt em San Juan, próximo ao Estádio Hiram Bithorn, e os equipamentos de transmissão estão localizados no monte Cerro la Santa, na cidade de Cayey.

## História
A WKAQ-TV entrou no ar pela primeira vez em 28 de março de 1954, sendo a primeira emissora de televisão a ser instalada em Porto Rico. A emissora foi fundada por Ángel Ramos, dono do jornal El Mundo e da primeira emissora de rádio de Porto Rico, WKAQ (580 AM). Ángel tinha o intuito de adotar um padrão de nomenclaturas usando o tema "mundo", e por isso decidiu utilizar, na WKAQ-TV, a nomenclatura Telemundo. Ángel tentou obter uma licença de emissora de televisão em meados da década de 40, mas devido a um congelamento nos pedidos de licenciamento para todas as novas emissoras de televisão estadunidenses imposto pela Federal Communications Commission (FCC), teve de esperar até 1954. Inicialmente, a WKAQ-TV era afiliada à CBS. A emissora começou a transmitir à cores em 1968.
Durante sua história, a WKAQ-TV batalhou fortemente com a WAPA-TV (canal 4) para se tornar a emissora líder de audiência em Porto Rico, em grande parte devido à influência de Ramón Rivero (mais conhecido como Diplo), o comediante mais famoso e influente de Porto Rico, que tinha contrato de exclusividade com Ángel Ramos, e em 1954, produziu o primeiro programa de comédia e variedades para a WKAQ-TV, La Taberna India, que depois passou a se chamar La Farándula Corona.
Durante as décadas de 70 e 80, a WKAQ-TV foi uma grande produtora de novelas porto-riquenhas. A emissora também era conhecida por seu logotipo, um número 2 em negrito com uma silhueta da mão esquerda levantando dois dedos, usado de 1976 a 1992. Durante esse tempo, a emissora tinha como slogan "El canal de los dedos" ("O canal dos dedos").
Em 14 de abril de 1983, a WKAQ-TV foi vendida à John Blair & Co., e em outubro de 1987, foi vendida à Reliance Inc., se tornando uma emissora própria da nova rede de língua espanhola dos Estados Unidos, Telemundo. Com isso, a emissora começou a utilizar a nomenclatura Telemundo Puerto Rico, e tornou-se uma das emissoras principais da Telemundo.
Em fevereiro de 2005, a WKAQ-TV se tornou uma superestação, quando a NBCUniversal reformatou seu canal por assinatura Telemundo Internacional, que passou a se chamar Telemundo Porto Rico. O canal transmitia programas produzidos pela WKAQ-TV, como No te Duermas e Mira que TVO, e as edições do telejornal da emissora, Telenoticias. O canal Telemundo Puerto Rico era voltado para os porto-riquenhos e outras comunidades caribenhas que viviam nos Estados Unidos. O feed de superestação, no entanto, voltou ao seu formato anterior como Telemundo Internacional no início de 2008. 
Em 9 de outubro de 2007, a NBCUniversal anunciou que havia colocado a WKAQ-TV à venda, após a aquisição da Oxygen Media. No entanto, a NBCUniversal decidiu retirar a emissora do mercado em 21 de dezembro.
Em 25 de agosto de 2008, a WKAQ-TV, em co-produção com a Telemundo, lançou a revista eletrônica matinal Levántate, transmitida direto de seus estúdios em San Juan. A emissora também começou a transmitir uma série de drama adolescente local, Zona Y, que alcançou grande sucesso no mercado adolescente porto-riquenho.
Em 4 de abril de 2019, às 18h, a NBCUniversal se envolveu em uma disputa de consentimento de retransmissão com a operadora Liberty, resultando na remoção da WKAQ-TV e dos canais a cabo da NBCUniversal da grade de canais da Liberty em Porto Rico. A emissora porto-riquenha e os canais da NBCU voltaram à grade em 7 de abril, após um novo acordo.
Em 28 de junho de 2019, a WKAQ-TV fechou um acordo com o Hemisphere Media Group (proprietário da WAPA-TV) para retransmitir sua programação nos subcanais da WTIN-TV em Ponce e WNJX-TV em Mayagüez, após o anúncio de que a WORA-TV (canal 5 em Mayagüez) se desafiliaria da rede até 31 de dezembro daquele ano. A WKAQ-TV teria seu sinal principal retransmitido por 24 horas, exceto aos domingos, se houve necessidade da WAPA-TV utilizá-los, e seu subcanal Punto 2 nos subcanais digitais 2.11 / 2.12 e 2.21 / 2.22. As novas repetidoras passaram a utilizar comercialmente a nomenclatura Telemundo West.

## Sinal digital
| PSIP | Canal digital | Resolução de vídeo | Programação                                    |
| ---- | ------------- | ------------------ | ---------------------------------------------- |
| 2.1  | 28 UHF        | 1080i              | Programação principal da WKAQ-TV / Telemundo   |
| 2.2  | 28 UHF        | 720p               | Programação do subcanal Punto 2                |
| 2.3  | 28 UHF        | 720p               | Simulcast da WNBC / NBC (como NBC Puerto Rico) |

Em 23 de abril de 2009, a WKAQ-TV se tornou a primeira emissora comercial de Porto Rico a começar a transmitir sua programação em alta definição, com a transmissão do Billboard Latin Music Awards.

### Transição para o sinal digital
Com base no decreto federal de transição das emissoras de TV estadunidenses do sinal analógico para o digital, a WKAQ-TV descontinuou sua programação regular no sinal analógico pelo canal 2 VHF em 12 de junho de 2009.

## Programas
Atualmente, além de exibir a programação nacional da Telemundo, a WKAQ-TV produz e exibe os seguintes programas:
- Alexandra a las 4: Talk show, com Alexandra Fuentes;
- Día a Día: Variedades, com Dagmar Rivera, Gil Marie Lopez e Raymond Arrieta;
- Hoy Día Puerto Rico: Jornalístico, com Ivone Orsini e Ramón Gatto Gómez;
- Puerto Rico Gana: Game show, com Alex DJ;
- Raymond y Sus Amigos: Entretenimento, com Raymond Arrieta;
- Rayos X: Jornalístico, com Ernie Cabán, Osvaldo Carlo Linares e Yolanda Vélez;
- Telenoticias Puerto Rico a las 4: Telejornal, com Ivone Solla Cabrera e Walter Soto León;
- Telenoticias Puerto Rico a las 5: Telejornal, com Ivone Solla Cabrera e Jorge Rivera Nieves;
- Telenoticias Puerto Rico a las 11 (AM): Telejornal, com Ivone Solla Cabrera;
- Telenoticias Puerto Rico a las 11 (PM): Telejornal, com Jorge Rivera Nieves;

Diversos outros programas compuseram a grade da emissora, e foram descontinuados:
- Acceso Total
- Ahora Podemos Hablar
- Al Grano con Zervigón
- Con lo que Cuenta este País
- Dame Un Break
- Dando Candela
- El Gran Bejuco
- El Show de Chucho
- El Show de las Doce
- El Show de Nydia Caro
- El Tío Nobel
- En Casa de Juanma y Wiwi
- Estudio Alegre
- Fantástico
- IWA Impacto Total
- IWA Zona Caliente
- La Gente Joven de Menudo
- La Pensión de Doña Tere
- Levántate
- Los Kakucómicos
- Marcano El Show
- Mira que TVO
- Musicomedia
- No te Duermas
- Super Sábados
- Teatrimundo
- Telecine de la Noche
- Telecómicas
- Telemundo por la Mañana
- Videoteces

### Programação local
A WKAQ-TV produz 10 horas e meia diárias de programação local às segundas, quartas, quintas e sextas-feiras. Às terças-feiras, a emissora produz 12h30 de programação local.
A WKAQ-TV produziu e transmitiu diversos programas locais reconhecidos e novelas famosas como El Hijo de Ángela María, Tomiko, Cristina Bazán, El Ídolo, Viernes Social, La Verdadera Eva, Rojo Verano, Modelos S.A., Coralito e Tanairi. A emissora também realizou coberturas de organizações de luta profissional, como o World Wrestling Council, no início de 1980, Americas Wrestling Federation, no início de 1990, os programas da International Wrestling Association, IWA Impacto Total e IWA Zona Caliente, além dos programas WWF Shotgun Saturday Night e WWF Metal.
Desde o início da rede Telemundo, a WKAQ-TV operava de forma semi-independente da rede. Isso permitiu que a emissora continuasse a se concentrar nas produções locais, usando a programação da rede para preencher os espaços da programação. Muitas vezes, isto fazia com que os programas da rede não fossem exibidos no mesmo período de tempo que nos Estados Unidos, e as novelas ficavam atrasdas em meses. Os problemas da WKAQ-TV começaram no início dos anos 2000, quando sua audiência caiu significativamente, principalmente devido à entrada da Univision no mercado porto-riquenho por meio da WLII (canal 11). Naquela época, os programas locais produzidos pela WKAQ-TV, como El Gran Bejuco e Dame Un Break, que competiam com as atrações nacionais da Univision, caíram na audiência, à medida que os telespectadores migravam da emissora da Telemundo para a WLII. Como a audiência da WKAQ-TV continuou a cair, a emissora começou a demitir funcionários, incluindo Paquito Cordero, um dos produtores mais proeminentes da televisão porto-riquenha. Sua demissão levou ao cancelamento do programa El Show de las Doce, o programa mais antigo da televisão porto-riquenha tirando os telejornais locais. Diversos outros programas locais também foram cancelados desde então, substituídos pela programação da rede Telemundo.
Em 2006, devido as críticas de que a programação local da emissora estava sendo substituída por enlatados e programas estrangeiros, a WKAQ-TV estreou a primeira novela totalmente porto-riquenha em 15 anos: Dueña y Señora.
A WKAQ-TV recuperou os direitos do concurso local de Miss Universo, após a organização do concurso demitir Magali Febles como proprietária da franquia. A organização nomeou Luisito Vigoreaux, Desiree Lowry e a emissora da Telemundo como encarregados do concurso. Os direitos do Miss Universo Puerto Rico foram perdidos para a WAPA-TV em abril de 2015.
Em 11 de janeiro de 2010, o novo programa de fofocas Dando Candela começou a ser exibido, com alguns membros do antigo quadro "El Avispero" do programa da WLII-DT Anda Pal Cará. Alexandra Fuentes, Saudy Rivera, Papo Brenes e Harold Rosario, junto com a produtora Soraya Sánchez, mudaram-se para a WKAQ-TV após serem demitidos pela Univision. No programa de estreia, Pedro Juan Figueroa passou a fazer parte do programa. O programa ajudou a WKAQ-TV a competir com o programa de fofocas SuperXclusivo da WAPA-TV (que contava com o ex-apresentador da emissora, Kobbo Santarrosa, e seu fantoche La Comay). Depois de mais de 10 anos no ar, o Dando Candela foi cancelado em março de 2020, devido a problemas de produção causados pela pandemia de COVID-19.

### Jornalismo
A WKAQ-TV atualmente transmite 16 horas de telejornais produzidos localmente todas as semanas, sendo três horas às segundas, quartas, quintas e sextas-feiras, 2 horas e meia às terças-feiras e 1 hora e meia aos sábados e domingos. Seus telejornais são líderes de audiência em grande parte dos horários.
Telenoticias, o título dos telejornais da WKAQ-TV, foi criado por Evelio Otero, seu primeiro apresentador e locutor quando a emissora entrou no ar pela primeira vez. Otero propôs o nome a Ángel Ramos, que o aprovou. O telejornal começou a ser exibido em 1954, sendo o primeiro programa de televisão local de Porto Rico. Na década de 60, estreou uma edição renovada do Telenoticias, com âncoras diferentes.
Por mais de vinte anos, o Telenoticias teve apenas duas edições, às 17 e às 23 horas. Em 2002, foi lançada uma edição de fim de semana, que também era exibida às 17 e 23 horas. Em 2003, a emissora estreou um telejornal matinal durante a semana chamado Telemundo por la Mañana com Charito Fraticelli, Silverio Pérez, Lourdes Collazo, Miguel Ramos e especialistas convidados.
Em 2006, como parte da reestruturação "NBCUniversal 2.0", a WKAQ-TV demitiu de 60 a 80 funcionários, incluindo alguns âncoras e repórteres do Telenoticias. Além disso, as edições da manhã, meio-dia e fim de semana do telejornal foram canceladas. Em 8 de janeiro de 2007, o Telenoticias estreou novo cenário, novos grafismos e nova trilha sonora. 
Em setembro de 2011, a NBCUniversal anunciou que relançaria as edições das 23h e dos finais de semana do Telenoticias no início de 2012, devido a uma condição feita pela FCC para que fosse aprovada a venda do controle acionário da empresa para a operadora de cabo e telecomunicações Comcast, sediada na Filadélfia, exigindo que as emissoras de próprias da NBC e Telemundo aumentassem a quantidade de programação local.
Em 29 de maio de 2014, poucos meses após o cancelamento do telejornal do fim de semana da WLII-DT, a WKAQ-TV anunciou que reestrearia seu telejornal de fim de semana. Em 31 de maio, estreou o Telenoticias Fin de Semana.
Em dezembro de 2020, a WKAQ-TV anunciou que relançaria o jornalismo local em sua programação matinal com o lançamento de um novo programa, marcado para fevereiro de 2021. Em 5 de janeiro de 2021, foi anunciado que Ivonne Orsini e Ramon Gatto Gomez, que na época trabalhava com a emissora concorrente WAPA-TV, iriam para a WKAQ-TV para apresentar o programa. Em 13 de janeiro de 2021, foi anunciado que eles também seriam acompanhados pela ex-senadora Zoe Laboy (que na época também estava na WAPA-TV) para um quadro de análise política. Em 19 de janeiro de 2021, durante uma entrevista dada ao Día a Día, foi anunciado que a âncora do fim de semana Grenda Rivera e a meteorologista Elizabeth Robaina também estaria fazendo parte do programa para apresentar um quadro de notícias e um de clima/trânsito, respectivamente. Durante esta entrevista, também foi revelado que o programa seria intitulado Hoy Día Puerto Rico, e que teria um formato de revista, sendo exibido das 8h às 10h nos dias de semana.
O Hoy Día Puerto Rico estreou em 15 de fevereiro de 2021, sendo transmitido ao vivo do Sandra Zaiter Studio (estúdio 8) na WKAQ-TV. A edição de estreia contou com uma entrevista especial com o governador porto-riquenho Pedro Pierluisi e a apresentação dos colaboradores especiais Desiree Lowry e Suzette Baco, que participariam do programa com quadros semanais.

## Equipe

### Membros atuais

#### Apresentadores
- Alexandra Fuentes[45]
- Dagmar Rivera[46]
- Ernie Cabán[47]
- Ivonne Solla Cabrera[48]
- Ivonne Orsini[49]
- Jeremy Ortiz[50]
- Jorge Rivera Nieves[51]
- Lourdes Collazo[52]
- Marjorie Ramírez[53]
- Mónica Pastrana[54]
- Osvaldo Carlo Linares[47]
- Ramón Gatto Gómez[55]
- Raymond Arrieta[56]
- Valeria Collazo Cañizares[57]
- Walter Soto León[58]
- Yolanda Vélez[59]

#### Meteorologistas
- Roberto Cortés[60]
- Elizabeth Robaina[61]

#### Repórteres
- Charito Fraticelli[62]
- Héctor Vázquez Muñiz[63]
- Ivette Sosa[64]
- José Esteves[65]
- Kaly Esther Toro[66]
- Luis Guardiola[67]
- Maribel Meléndez Fontán[68]
- Ricardo Torres[69]
- Shaína Cabán Cortés[70]
- Sylvia Gómez[71]
- Zugey Lamela[72]

### Membros antigos
- Aníbal González Irizarry †[73]
- Carlos Rubén Rodríguez[39]
- Efrén Arroyo †[74]
- El JD[20]
- Fernan Vélez[20]
- Jay Fonseca (hoje na WAPA-TV)[75]
- Jessica Serrano[20]
- Johanna Rosaly
- Junior Abrams[76]
- Kobbo Santarrosa (hoje na WLII-DT)[77]
- Manolo Urquiza †[78]
- Miguel Morales[21]
- Nuria Sebaszco (hoje na WLII-DT)[79]
- Papo Brenes †[80]
- Rafael Oller[19]
- Ramón Enrique Torres (hoje na WTCV)[81]
- Ricardo Currás (hoje na WLII-DT)[66]
- Saudy Rivera[20]
- Silverio Pérez
- Tatiana Ortiz (hoje na WLII-DT)[79]
- Tony Mojena[19]
- Yara Lasanta (hoje na KMEX-DT)[39]

## Retransmissoras
| Cidade   | Prefixo | Canal         |
| -------- | ------- | ------------- |
| Adjuntas | W28EH-D | 28.1 (28 UHF) |
| Fajardo  | W09AT-D | 9.1 (9 VHF)   |
| Ponce    | WTIN-TV | 2.11 (14 UHF) |
| Mayagüez | WNJX-TV | 2.12 (31 UHF) |
| Utuado   | W28EQ-D | 28.1 (28 UHF) |